# Наступна станція Лондон
Наступна станція Лондон (англ. Next Station: London) — настільна гра австралійського автора Меттью Данстана, яка була видана 2022 року видавництвом Blue Orange Games. У 2023 році гра була номінована на престижну нагороду «Spiel des Jahres» разом з іграми Dorfromantik та Цікаві факти. В Україні гра локалізована видавництвом Feelindigo. У 2023 році вона була однією з чотирьох настільних ігор, які були представлені на Чемпіонаті Європи з настільних ігор. 

## Тематика та компоненти
У грі Наступна станція Лондон гравці намагаються створити оптимальні маршрути для різних завдань, поєднуючи станції лондонського метро. Вони формують власну мережу метро з оптимальними маршрутами. Це так звана гра «переверни і запиши», де після відкриття карти гравці малюють лінію на плані міста. Окрім інструкції, до складу гри входять 100 двосторонніх карт міста з лондонськими станціями, до яких потрібно дістатися, одинадцять карт станцій, п'ять карт бонусних пунктів призначення, чотири карти кольорових переваг і чотири кольорові олівці.

## Правила гри
На початку гри кожен гравець отримує карту Лондона і один з чотирьох кольорових олівців. Одинадцять карт станцій перемішуються і викладаються в колоду на середину столу.
Гра складається з чотирьох раундів, в кожному з яких гравці прокладають по одній залізничній лінії на карті міста, щоб до кінця гри побудувати чотири різнокольорові лінії метрополітену. Гра відбувається одночасно, кожен гравець малює свої лінії на власній карті міста. Кожен гравець починає зі станції, позначеної своїм стартовим кольором. У кожен хід попередньо обраний гравець (провідник поїзда) перевертає верхню карту колоди лицьовою стороною донизу, і всі гравці з'єднують початкову станцію свого першого ходу, а потім одну з двох кінцевих точок своєї лінії зі станцією, на якій зображений відповідний символ. Вони повинні слідувати вказаним лініям і не можуть пропускати жодної станції на своїй карті або перетинати існуючі лінії. Карти-джокери дають можливість подорожувати до будь-якої нової станції, а якщо відкривається карта-перемикач, лінія може відгалужуватися на будь-якій станції на маршруті. Процес повторюється до тих пір, поки провідник поїзда не відкриє п'яту карту, яка є лінією метрополітену, і всі гравці не з'єднають свою останню лінію, позначену цією картою. Наприкінці кожного раунду за маршрути нараховуються бали шляхом множення кількості пройдених районів на кількість станцій у районі з найбільшою кількістю станцій, а потім додається кількість переправ через Темзу. Крім того, підраховуються сполучені туристичні напрямки, які позначаються відповідним чином на карті міста.
Після одного раунду кольорові олівці передаються за годинниковою стрілкою, а колода карт знову тасується і кладеться на стіл. Наступні раунди граються так само, як і перший. Нові лінії можуть також використовувати вже використані станції (пересадочні пункти), але не можуть продовжуватись на вже позначених лініях або перетинати існуючі лінії в стороні від станцій
Гра закінчується після чотирьох раундів, коли всі гравці намалювали на карті міста чотири лінії метро різного кольору. Після цього підраховуються очки, які складаються з:
- очок за раунди (райони * станції + перетини Темзи)
- очок за підключення туристичних об'єктів
- очок за пункти пересадки (2, 5 або 9 очок)

Переможцем стає гравець з найбільшою кількістю очок. У разі нічиєї перемагає той, хто набрав більше очок однією лінією.

## Розробка та сприйняття

### Випуск гри
Гру Наступна станція Лондон розробив австралійський автор ігор Меттью Данстан, і вона була випущена у 2022 році видавництвом Blue Orange Games спочатку в багатомовній версії на восьми мовах. Пізніше з'явилися окремі версії англійською, французькою, польською, угорською, українською, корейською, китайською та північними європейськими мовами. Після успіху, зокрема завдяки номінації на Spiel des Jahres, у 2023 році вийшло перевидання.

### Оцінки гри
У травні 2023 року Наступна станція Лондон була номінована разом з іграми Dorfromantik та Цікаві факти на нагороду Spiel des Jahres. 

### Розширення та продовження
У 2022 році було випущено набір з чотирьох промо-карт для Міжнародної ігрової виставки в Ессені під назвою «Open Day».
У 2023 році вийшло продовження з назвою Next Station: Tokyo, а на початку 2024 року — Next Station: Paris, які продовжують відоме ігрове правило у відповідних містах.